# Збірна Бонайре з футболу
Збі́рна Бонайре з футбо́лу — національна футбольна команда, що представляє Бонайре на міжнародних футбольних турнірах і в товариських матчах. Контролюється Футбольною асоціацією Бонайре. Збірна не є членом ФІФА і тому не може виступати на чемпіонаті світу, але вона грає в чемпіонатах КОНКАКАФ, де ще жодного разу не потрапляла до фінального раунду Золотого кубка КОНКАКАФ.

## Історія
У 1960 році офіційно заснована Футбольна асоціація Бонайре, а ще до цього збірна Бонайре проводила неофіційні матчі зі збірними Аруби та Кюрасао ще з 1934 року. До 2010 року Бонайре входило до складу Футбольного союзу Нідерландських Антильських островів, після скасування Нідерландських Антильських островів збірна Бонайре стала членом КОНКАКАФ у 2013 році, після чого бере участь у регіональних турнірах, зокрема Золотому кубку КОНКАКАФ та Карибському кубку.

## Золотий кубок КОНКАКАФ
- 1963 — 2013 — не брала участі
- 2015 — 2025 — не кваліфікувалась

## Відомі гравці
- Юрік Сейнпаал — кращий бомбардир збірної (5 м'ячів)